# Коронавірус близькосхідного респіраторного синдрому
Коронавірус близькосхідного респіраторного синдрому, або MERS-CoV є представником роду бета-коронавірусів, який викликає у людини близькосхідний коронавірусний респіраторний синдром. Як і в інших коронавірусів геном MERS-CoV складається з одноланцюгової молекули РНК. Розмір геному складає 30,1 тисяч основ.